# Saski Baskonia 1997-1998
Questa voce raccoglie le informazioni riguardanti il Saski Baskonia nelle competizioni ufficiali della stagione 1997-1998.

## Stagione
La stagione 1997-1998 del Saski Baskonia è la 25ª nel massimo campionato spagnolo di pallacanestro, la Liga ACB.

## Roster
Aggiornato al 11 gennaio 2025.
| TAU Cerámica 1997-98 | TAU Cerámica 1997-98 |
| Giocatori            | Staff tecnico        |
| -------------------- | -------------------- |

| N. | Naz.                                     | Ruolo | Nome                  | Anno | Alt.   | Peso   |  |
| -- | ---------------------------------------- | ----- | --------------------- | ---- | ------ | ------ |  |
| 4  | Spagna (bandiera)                        | AP    | Lucio Angulo          | 1973 | 198 cm | 93 kg  |  |
| 5  | Spagna (bandiera)                        | C     | Jorge Garbajosa       | 1977 | 206 cm | 106 kg |  |
| 6  | Spagna (bandiera)                        | P     | Fernando Conde        | 1978 | 182 cm |        |  |
| 6  | Stati Uniti (bandiera)                   | P     | Elmer Bennett         | 1970 | 183 cm | 77 kg  |  |
| 7  | Spagna (bandiera)                        | P     | Jordi Millera (C)     | 1971 | 176 cm |        |  |
| 8  | Spagna (bandiera)                        | GA    | Carlos Cazorla        | 1977 | 197 cm | 93 kg  |  |
| 9  | Spagna (bandiera)                        | AG    | Santi Abad            | 1969 | 203 cm |        |  |
| 10 | Argentina (bandiera) · Italia (bandiera) | G     | Juan Espil            | 1968 | 194 cm | 90 kg  |  |
| 11 | Spagna (bandiera)                        | G     | Jorge Fernández       | 1972 | 194 cm |        |  |
| 11 | Spagna (bandiera)                        | AG    | José Luis Ortún       | 1977 | 198 cm |        |  |
| 11 | Grecia (bandiera)                        | AG    | Chrīstos Koundourakīs | 1968 | 200 cm |        |  |
| 12 | Stati Uniti (bandiera)                   | PG    | Tony Smith            | 1968 | 192 cm | 84 kg  |  |
| 12 | Spagna (bandiera)                        | P     | Javier Rodríguez      | 1979 | 186 cm |        |  |
| 13 | Irlanda (bandiera)                       | C     | Pat Burke             | 1973 | 209 cm | 110 kg |  |
| 14 | Stati Uniti (bandiera)                   | C     | Brent Scott           | 1971 | 207 cm | 110 kg |  |
| 15 | Stati Uniti (bandiera)                   | AP    | Harold Ellis          | 1970 | 196 cm | 102 kg |  |
| 15 | Jugoslavia (bandiera)                    | AP    | Miroslav Berić        | 1973 | 199 cm | 95 kg  |  |
|    | Spagna (bandiera)                        | C     | David Doblas          | 1981 | 206 cm | 109 kg |  |

| Allenatore                                                                                     |
| - Sergio Scariolo                                                                              |
| Assistente/i                                                                                   |
| - Iosu Larreategui - José Ángel Samaniego Legenda - (C) Capitano - (IN) Inattivo - Infortunato |

## Mercato

### Sessione estiva
| Acquisti | Acquisti      | Acquisti           | Acquisti   | Acquisti |
| R.a      | Nome          | da                 | Modalità   |          |
| -------- | ------------- | ------------------ | ---------- | -------- |
| PG       | Tony Smith    | Charlotte Hornets  | definitivo |          |
| AP       | Harold Ellis  | Apollon Patrasso   | definitivo |          |
| AG       | Santi Abad    | Cáceres            | definitivo |          |
| C        | Pat Burke     | Auburn Tigers      | definitivo |          |
| C        | Geert Hammink | Paniōnios          | definitivo |          |
| C        | Brent Scott   | Atl. City Seagulls | definitivo |          |

| Cessioni | Cessioni           | Cessioni     | Cessioni       | Cessioni |
| R.       | Nome               | a            | Modalità       |          |
| -------- | ------------------ | ------------ | -------------- | -------- |
| P        | José Ángel Arcega  | Cáceres      | fine contratto |          |
| G        | Velimir Perasović  | Fuenlabrada  | fine contratto |          |
| AG       | Kenny Green        | Ülkerspor    | fine contratto |          |
| AG       | Miguel Ángel Reyes | Cantabria    | fine contratto |          |
| C        | Geert Hammink      | Alba Berlino | rescissione    |          |
| C        | Bobby Martin       | Tuborg       | fine contratto |          |

### Dopo l'inizio della stagione
| Acquisti | Acquisti              | Acquisti         | Acquisti     | Acquisti   |
| R.       | Nome                  | da               | Data         | Modalità   |
| -------- | --------------------- | ---------------- | ------------ | ---------- |
| AP       | Miroslav Berić        | Free agent       | ottobre 1997 | definitivo |
| P        | Elmer Bennett         | Denver Nuggets   | ottobre 1997 | definitivo |
| AG       | Chrīstos Koundourakīs | Free agent       | gennaio 1998 | definitivo |
| P        | Javier Rodríguez      | Boston C. Eagles | aprile 1998  | definitivo |

| Cessioni | Cessioni     | Cessioni           | Cessioni       | Cessioni    |
| R.       | Nome         | a                  | Data           | Modalità    |
| -------- | ------------ | ------------------ | -------------- | ----------- |
| AP       | Harold Ellis | Rockford Lightning | settembre 1997 | rescissione |
| PG       | Tony Smith   | Milwaukee Bucks    | dicembre 1996  | rescissione |